# National Rugby Championship (2017)
National Rugby Championship 2017 – czwarta edycja National Rugby Championship, ogólnokrajowych męskich rozgrywek rugby union w Australii organizowanych przez Australian Rugby Union. Zawody, w zwiększonej w porównaniu do poprzedniej edycji, dziewięciozespołowej obsadzie, odbywały się pomiędzy 2 września a 11 listopada 2017 roku.
ARU po każdej kolejce prezentował jej podsumowanie. W finale niespodziewanie zespół Queensland Country pokonał faworyzowaną drużynę Canberra Vikings, a najlepszym jego graczem został wybrany Duncan Paia'aua. W indywidualnych klasyfikacjach przodowali przedstawiciele triumfatorów – najwięcej punktów w zawodach zdobył James Tuttle, zaś w klasyfikacji przyłożeń z trzynastoma zwyciężył Filipo Daugunu. Został także wybrany zespół roku. Spośród dziesięciu zawodników wskazanych przez Rugby Union Players' Association najlepszym według samych graczy został uznany Tom Cusack.

## Informacje ogólne
W porównaniu do poprzedniej edycji nastąpiła zmiana w obsadzie zawodów. W październiku 2016 roku World Rugby w porozumieniu ze związkami australijskim i fidżyjskim ogłosiły, iż do rozgrywek przystąpi drużyna firmowana przez ten ostatni, a finansowana przez światową federację. Złożona ona być miała z lokalnych zawodników dając im szansę poważnej rywalizacji i podnoszenia swych umiejętności bez konieczności stałego wyjazdu za granicę. W sierpniu 2017 roku otrzymała ona nazwę Fijian Drua pochodzącą od tradycyjnej fidżyjskiej łodzi. Drużyna z Canberry została natomiast przejęta przez Vikings Sports Group, właścicieli Tuggeranong Vikings, którzy zobowiązali się do przeznaczania 250 tysięcy AUD rocznie na jej utrzymanie. Utrzymano jednocześnie nazwę i klubowe barwy z trzech pierwszych sezonów, choć rozważano, by w jednej z rund zawodnicy wystąpili w tradycyjnych strojach ACT Kookaburras. Właściciela zmienił także zespół Western Sydney Rams, nad którym kontrolę przejął klub Eastwood, przywracając mu nazwę z pierwszych dwóch sezonów – Greater Sydney Rams. Do rozgrywek przystąpiło zatem dziewięć drużyn.
W połowie lipca 2017 roku został opublikowany szczegółowy rozkład meczów. Podobnie jak w pierwszych dwóch edycjach rozgrywki w pierwszej fazie prowadzone były systemem kołowym w ciągu dziewięciu tygodni. Każda z drużyn spotkała się raz z każdym przeciwnikiem, łącznie rozgrywając osiem spotkań – cztery u siebie i cztery na wyjeździe. Z uwagi na nieparzystą liczbę zespołów podczas każdej kolejki jeden z nich pauzował. Druga część rozgrywek składała się z dwurundowej fazy pucharowej – cztery czołowe zespoły awansowały do półfinałów, których zwycięzcy spotkali się w meczu finałowym rozegranym na boisku drużyny wyżej sklasyfikowanej po fazie grupowej. W fazie grupowej spotkania toczone były bez ewentualnej dogrywki, za zwycięstwo, remis i porażkę przysługiwały odpowiednio cztery, dwa i zero punktów, możliwe do zdobycia były także punkty bonusowe za porażkę maksymalnie siedmioma punktami oraz za zdobycie trzech przyłożeń więcej od rywali. W przypadku remisu w półfinale organizowana była dogrywka składająca się z dwóch dziesięciominutowych części, a jeśli i ona nie przyniosła rozstrzygnięcia, zwycięzcą zostawał zespół, który zdobył więcej przyłożeń w tym meczu, zaś w przypadku tej samej liczby przyłożeń do finału przechodziła drużyna, która w fazie grupowej zajmowała wyższą lokatę.
Zobowiązani do gry w rozgrywkach byli wszyscy zawodnicy zakontraktowani w zespołach Super Rugby nie powołani do reprezentacji narodowej, którzy zostali relatywnie równomiernie przydzieleni do poszczególnych drużyn. Ich składy zostały uzupełnione przez graczy wyłonionych z lokalnych rozgrywek klubowych. Reprezentanci kraju także zostali przydzieleni do poszczególnych zespołów, przede wszystkim ze względów promocyjnych, choć w miarę możliwości mogli uczestniczyć także w spotkaniach, gdyby pozwoliły na to obowiązki reprezentacyjne.
Podobnie jak rok wcześniej ze wszystkich meczów sezonu zostały zaplanowane relacje. Transmisje na żywo w Fox Sports odbywały się ze spotkań fazy grupowej rozgrywanych w weekendy o godzinie piętnastej, w telewizji dostępne były także wszystkie trzy mecze fazy pucharowej, pozostałe zaś były transmitowane w Internecie na oficjalnej stronie tej stacji oraz dostępne poprzez aplikację. Z uwagi na nie stworzenie analogicznych żeńskich rozgrywek przed sezonem ze finansowania zawodów wycofał się Buildcorp – główny sponsor z ostatnich trzech lat.

## Uczestnicy
| Zespół              | Region                | Trener              | Kapitan                                         |
| ------------------- | --------------------- | ------------------- | ----------------------------------------------- |
| Brisbane City       | Brisbane              | Mick Heenan         | Andrew Ready Sam Talakai                        |
| Canberra Vikings    | Canberra              | Tim Sampson         | Tom Cusack                                      |
| Fijian Drua         | Fidżi                 | Senirusi Seruvakula | John Stewart Mosese Voka                        |
| Greater Sydney Rams | Sydney                | John Manenti        | Jed Holloway                                    |
| Melbourne Rising    | Melbourne             | Zane Hilton         | Steve Cummins Siliva Siliva                     |
| NSW Country Eagles  | Nowa Południowa Walia | Darren Coleman      | Paddy Ryan                                      |
| Perth Spirit        | Perth                 | Kevin Foote         | Michael Ruru Ian Prior Anaru Rangi              |
| Queensland Country  | Queensland            | Brad Thorn          | Duncan Paia'aua Liam Wright Chris Feauai-Sautia |
| Sydney Rays         | Sydney                | Julian Huxley       | Damien Fitzpatrick                              |

## Faza grupowa

### Runda 1
| 2 września 201715:00 | Canberra Vikings | 48:40 | Queensland Country | Viking Park, Canberra |
| 2 września 201715:00 |                  | 48:40 |                    | Viking Park, Canberra |

| 2 września 201715:00 | Brisbane City | 45:36 | Fijian Drua | Ballymore Stadium, Brisbane |
| 2 września 201715:00 |               | 45:36 |             | Ballymore Stadium, Brisbane |

| 3 września 201715:00 | Greater Sydney Rams | 44:23 | NSW Country Eagles | TG Millner Oval, Sydney |
| 3 września 201715:00 |                     | 44:23 |                    | TG Millner Oval, Sydney |

| 3 września 201717:00 | Perth Spirit | 45:33 | Melbourne Rising | University of Western Australia, Perth |
| 3 września 201717:00 |              | 45:33 |                  | University of Western Australia, Perth |

### Runda 2
| 9 września 201713:00 | Queensland Country | 31:12 | Brisbane City | Noosa RUC, Noosa |
| 9 września 201713:00 |                    | 31:12 |               | Noosa RUC, Noosa |

| 9 września 201715:00 | Melbourne Rising | 24:45 | Fijian Drua | Harlequin Oval, Melbourne |
| 9 września 201715:00 |                  | 24:45 |             | Harlequin Oval, Melbourne |

| 10 września 201713:00 | Canberra Vikings | 33:26 | Perth Spirit | Viking Park, Canberra |
| 10 września 201713:00 |                  | 33:26 |              | Viking Park, Canberra |

| 10 września 201715:00 | Sydney Rays | 26:41 | Greater Sydney Rams | Macquarie University, Sydney |
| 10 września 201715:00 |             | 26:41 |                     | Macquarie University, Sydney |

### Runda 3
| 16 września 201713:00 | Sydney Rays | 48:28 | Melbourne Rising | Pittwater Park, Warriewood |
| 16 września 201713:00 |             | 48:28 |                  | Pittwater Park, Warriewood |

| 16 września 201717:00 | Fijian Drua | 31:14 | NSW Country Eagles | Lawaqa Park, Sigatoka |
| 16 września 201717:00 |             | 31:14 |                    | Lawaqa Park, Sigatoka |

| 17 września 201713:00 | Brisbane City | 42:40 | Canberra Vikings | UQ RFC, Brisbane |
| 17 września 201713:00 |               | 42:40 |                  | UQ RFC, Brisbane |

| 17 września 201713:00 | Perth Spirit | 61:17 | Greater Sydney Rams | University of Western Australia, Perth |
| 17 września 201713:00 |              | 61:17 |                     | University of Western Australia, Perth |

### Runda 4
| 23 września 201713:00 | NSW Country Eagles | 25:24 | Canberra Vikings | Bellevue Oval, Armidale |
| 23 września 201713:00 |                    | 25:24 |                  | Bellevue Oval, Armidale |

| 23 września 201717:00 | Fijian Drua | 41:5 | Perth Spirit | ANZ Stadium, Suva |
| 23 września 201717:00 |             | 41:5 |              | ANZ Stadium, Suva |

| 24 września 201713:00 | Sydney Rays | 24:50 | Queensland Country | Pittwater Park, Warriewood |
| 24 września 201713:00 |             | 24:50 |                    | Pittwater Park, Warriewood |

| 24 września 201715:00 | Melbourne Rising | 41:31 | Greater Sydney Rams | Harlequin Oval, Melbourne |
| 24 września 201715:00 |                  | 41:31 |                     | Harlequin Oval, Melbourne |

### Runda 5
| 29 września 201719:30 | Canberra Vikings | 66:5 | Fijian Drua | Viking Park, Canberra |
| 29 września 201719:30 |                  | 66:5 |             | Viking Park, Canberra |

| 30 września 201715:00 | Queensland Country | 54:12 | Melbourne Rising | Bond University, Gold Coast |
| 30 września 201715:00 |                    | 54:12 |                  | Bond University, Gold Coast |

| 1 października 201714:00 | Perth Spirit | 62:28 | Brisbane City | University of Western Australia, Perth |
| 1 października 201714:00 |              | 62:28 |               | University of Western Australia, Perth |

| 2 października 201715:00 | NSW Country Eagles | 26:17 | Sydney Rays | Simon Poidevin Oval, Goulburn |
| 2 października 201715:00 |                    | 26:17 |             | Simon Poidevin Oval, Goulburn |

### Runda 6
| 7 października 201715:00 | Greater Sydney Rams | 31:57 | Fijian Drua | TG Millner Oval, Sydney |
| 7 października 201715:00 |                     | 31:57 |             | TG Millner Oval, Sydney |

| 7 października 201717:00 | Queensland Country | 34:31 | NSW Country Eagles | Bond University, Gold Coast |
| 7 października 201717:00 |                    | 34:31 |                    | Bond University, Gold Coast |

| 8 października 201713:00 | Melbourne Rising | 12:36 | Canberra Vikings | Frankston Park, Melbourne |
| 8 października 201713:00 |                  | 12:36 |                  | Frankston Park, Melbourne |

| 8 października 201715:00 | Sydney Rays | 29:46 | Brisbane City | Pittwater Park, Warriewood |
| 8 października 201715:00 |             | 29:46 |               | Pittwater Park, Warriewood |

### Runda 7
| 14 października 201713:00 | Greater Sydney Rams | 31:57 | Queensland Country | TG Millner Oval, Sydney |
| 14 października 201713:00 |                     | 31:57 |                    | TG Millner Oval, Sydney |

| 14 października 201715:00 | NSW Country Eagles | 15:10 | Perth Spirit | Scully Park, Tamworth |
| 14 października 201715:00 |                    | 15:10 |              | Scully Park, Tamworth |

| 15 października 201714:30 | Canberra Vikings | 71:14 | Sydney Rays | Viking Park, Canberra |
| 15 października 201714:30 |                  | 71:14 |             | Viking Park, Canberra |

| 15 października 201717:00 | Brisbane City | 51:24 | Melbourne Rising | Wests Rugby, Brisbane |
| 15 października 201717:00 |               | 51:24 |                  | Wests Rugby, Brisbane |

### Runda 8
| 21 października 201713:00 | Fijian Drua | 17:24 | Queensland Country | Churchill Park, Lautoka |
| 21 października 201713:00 |             | 17:24 |                    | Churchill Park, Lautoka |

| 21 października 201715:00 | Brisbane City | 19:31 | Greater Sydney Rams | Ballymore Stadium, Brisbane |
| 21 października 201715:00 |               | 19:31 |                     | Ballymore Stadium, Brisbane |

| 21 października 201717:00 | Perth Spirit | 31:44 | Sydney Rays | University of Western Australia, Perth |
| 21 października 201717:00 |              | 31:44 |             | University of Western Australia, Perth |

| 22 października 201714:30 | Melbourne Rising | 19:47 | NSW Country Eagles | Harlequin Oval, Melbourne |
| 22 października 201714:30 |                  | 19:47 |                    | Harlequin Oval, Melbourne |

### Runda 9
| 28 października 201713:00 | NSW Country Eagles | 38:38 | Brisbane City | Wade Park, Orange |
| 28 października 201713:00 |                    | 38:38 |               | Wade Park, Orange |

| 28 października 201716:00 | Fijian Drua | 29:36 | Sydney Rays | ANZ Stadium, Suva |
| 28 października 201716:00 |             | 29:36 |             | ANZ Stadium, Suva |

| 29 października 201715:00 | Greater Sydney Rams | 22:35 | Canberra Vikings | TG Millner Oval, Sydney |
| 29 października 201715:00 |                     | 22:35 |                  | TG Millner Oval, Sydney |

| 29 października 201717:00 | Queensland Country | 26:29 | Perth Spirit | QLD Group Stadium, Ipswich |
| 29 października 201717:00 |                    | 26:29 |              | QLD Group Stadium, Ipswich |

## Faza pucharowa
|  |                         |                    |                    |                         |    |                  |                  |       |
|  | Półfinał                | Półfinał           | Półfinał           |                         |    | Finał            | Finał            | Finał |
|  | Półfinał                | Półfinał           | Półfinał           |                         |    | Finał            | Finał            | Finał |
|  | 04 listopada 2017 17:00 |                    |                    |                         |    |                  |                  |       |
|  |                         |                    |                    |                         |    |                  |                  |       |
|  | Canberra Vikings        | Canberra Vikings   | 40                 |                         |    |                  |                  |       |
|  | Canberra Vikings        | Canberra Vikings   | 40                 | 11 listopada 2017 19:30 |    |                  |                  |       |
|  | Perth Spirit            | Perth Spirit       | 35                 |                         |    |                  |                  |       |
|  | Perth Spirit            | Perth Spirit       | 35                 |                         |    | Canberra Vikings | Canberra Vikings | 28    |
|  | 05 listopada 2017 15:00 |                    |                    |                         |    | Canberra Vikings | Canberra Vikings | 28    |
|  |                         |                    | Queensland Country | Queensland Country      | 42 |                  |                  |       |
|  | Queensland Country      | Queensland Country | Queensland Country | Queensland Country      | 42 | 57               |                  |       |
|  | Queensland Country      | Queensland Country |                    |                         |    |                  |                  |       |
|  | Fijian Drua             | Fijian Drua        | 21                 |                         |    |                  |                  |       |
|  | Fijian Drua             | Fijian Drua        | 21                 |                         |    |                  |                  |       |

| 4 listopada 201717:00 | Canberra Vikings | 40:35 | Perth Spirit | Viking Park, Canberra |
| 4 listopada 201717:00 |                  | 40:35 |              | Viking Park, Canberra |

| 5 listopada 201715:00 | Queensland Country | 57:21 | Fijian Drua | Toowoomba Sports Ground, Toowoomba |
| 5 listopada 201715:00 |                    | 57:21 |             | Toowoomba Sports Ground, Toowoomba |

| 11 listopada 201719:30 | Canberra Vikings | 28:42 | Queensland Country | Viking Park, Canberra |
| 11 listopada 201719:30 |                  | 28:42 |                    | Viking Park, Canberra |